# ساحة باب توما
ساحة باب توما ساحة من ساحات مدينة دمشق، وهي ساحة تحيط بباب توما الأثري، تم تنظيمها في بدايات الاحتلال الفرنسي لدمشق، وأكمل التنظيم في الثلاثينيات المهندس الفرنسي (إيكوشار).